# Egyiptológiai gyűjtemények listája
Ez az ókori egyiptomi gyűjteménnyel rendelkező múzeumok listája.

## Több mint 1000 kiállítási tárggyal rendelkező múzeumok

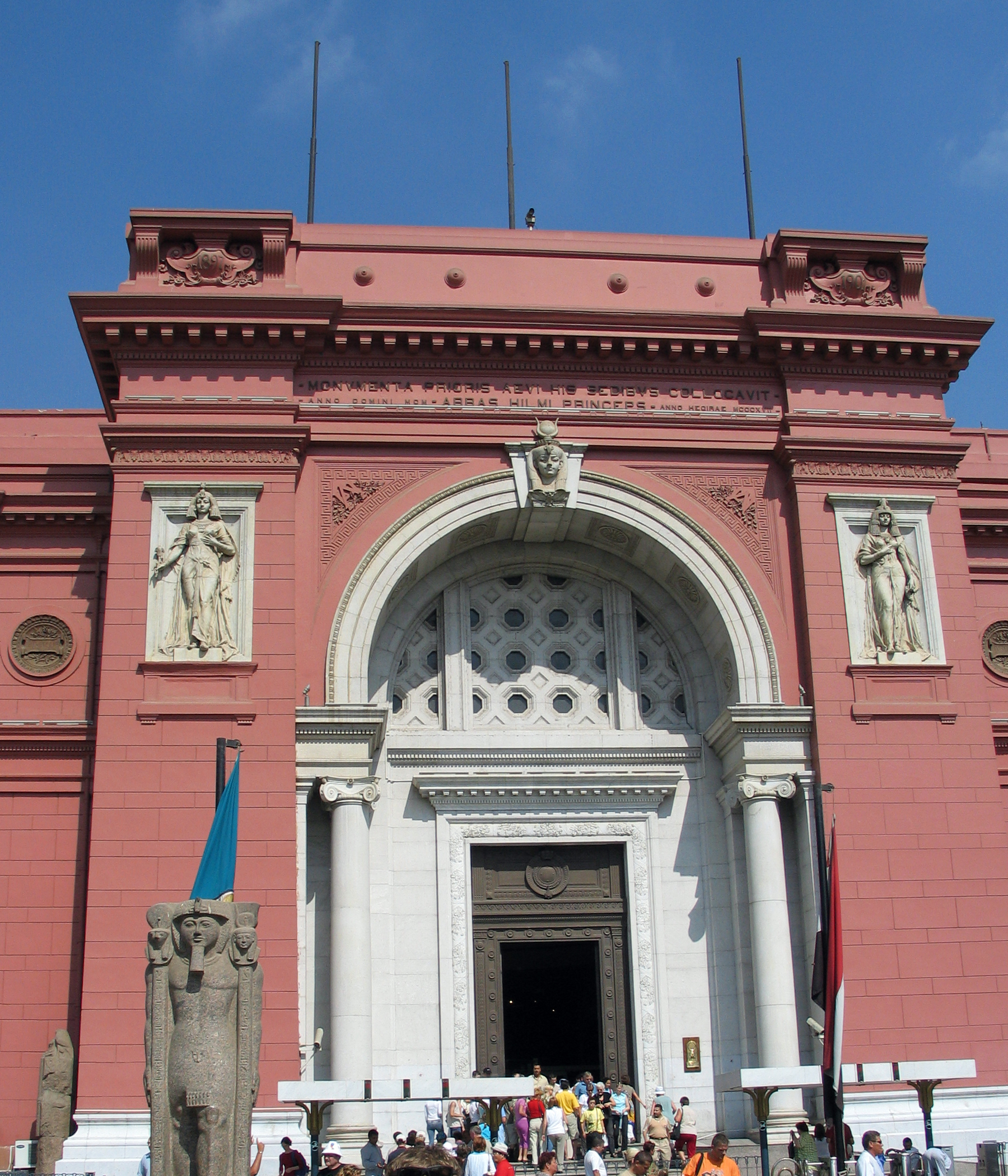
A kairói Egyiptomi Múzeum bejárata

1. Egyiptomi Múzeum, Kairó / Nagy Egyiptomi Múzeum, Gíza, Egyiptom: több mint 100 000 darab[1] (a Nagy Egyiptomi Múzeum nyitását 2025-ra tervezik)
2. British Museum, Egyesült Királyság, London: több mint 100 000 darab[2] (nem számítva a múzeumnak 2001-ben adományozott, hatmillió tárgyból álló Wendorf-gyűjteményt)[3][4]
3. Neues Museum, Németország, Berlin: körülbelül 80 000 darab[5]
4. Petrie Régészeti Múzeum, Egyesült Királyság, London: körülbelül 80 000 darab[6]
5. Louvre, Franciaország, Párizs: körülbelül 50 000 darab[7]
6. Bostoni Szépművészeti Múzeum, Egyesült Államok, Boston: körülbelül 45 000 darab[8]
7. Kelsey Régészeti Múzeum, Egyesült Államok, Michigan, Ann Arbor: több mint 45 000 darab[9]
8. A Pennsylvaniai Egyetem Régészeti és Antropológiai Múzeuma, Egyesült Államok, Philadelphia: több mint 42 000 darab[10]
9. Ashmolean Museum, Egyesült Királyság, Oxford: körülbelül 40 000 darab[11]
10. Museo Egizio, Olaszország, Torino: 32 500 darab[12]
11. Keleti Intézet, Egyesült Államok, Chicago: körülbelül 30 000 darab[13]
12. Metropolitan Művészeti Múzeum, Egyesült Államok, New York: körülbelül 26 000 darab[14]
13. Királyi Ontario Múzeum, Kanada, Toronto: 25 000 darab[15]
14. Hearst Antropológiai Múzeum, Egyesült Államok, Kalifornia, Berkeley: több mint 17 000 darab[16]
15. Fitzwilliam Museum, Egyesült Királyság, Cambridge: több mint 16 000 darab[17]
16. Világmúzeum, Egyesült Királyság, Liverpool: több mint 16 000 darab[18]
17. Manchesteri Múzeum, Egyesült Királyság, Manchester: több mint 16 000 darab[19]
18. Egyiptomi Múzeum, Olaszország, Firenze: több mint 14 000 darab[20][21]
19. Szépművészeti Múzeum, Ausztria, Bécs: több mint 12 000 darab[22]
20. Cinquantenaire Museum, Belgium, Brüsszel: több mint 11 000 darab[23]
21. Rijksmuseum van Oudheden, Hollandia, Leiden: több mint 9000 darab[24]
22. Puskin Múzeum, Oroszország, Moszkva: több mint 8000 darab[25]
23. Staatliche Sammlung für Ägyptische Kunst, Németország, München: körülbelül 8000 darab
24. Roemer- und-Pelizaeus-Museum, Németország, Hildesheim: 8000 darab[26]
25. A Lipcsei Egyetem Egyiptomi Múzeuma, Németország, Lipcse: körülbelül 8000 darab[27]
26. Nemzeti Régészeti Múzeum, Görögország, Athén: több mint 6000 darab[28]
27. Skót Nemzeti Múzeum, Egyesült Királyság, Edinburgh: 6000 darab[29]
28. Ermitázs, Oroszország, Szentpétervár: több mint 5500 darab[30]
29. Peabody Természettörténeti Múzeum, Egyesült Államok, Connecticut, New Haven: több mint 5000 darab[31]
30. The Egypt Centre, Swanseai Egyetem; Egyesült Királyság, Swansea: több mint 5000 darab[32]
31. Kelvingrove Művészeti Galéria és Múzeum, Egyesült Királyság, Glasgow: 5000 darab[33]
32. Szépművészeti Múzeum, Budapest: több mint 4000 darab[34]
33. Rosicrucian Egyptian Museum, Egyesült Államok, Kalifornia San Jose: több mint 4000 darab[35]
34. Field Museum, Egyesült Államok, Chicago: több mint 3500 darab[36]
35. Museo Civico Archeologico, Olaszország, Bologna: körülbelül 3500 darab[37]
36. Brooklyni Múzeum, Egyesült Államok, New York: több mint 3000 darab[38]
37. Ír Nemzeti Múzeum, Írország, Dublin: körülbelül 3000 darab[39]
38. Carnegie Természettörténeti Múzeum, Egyesült Államok, Pittsburgh: több mint 2500 darab[40]
39. Nápolyi Nemzeti Régészeti Múzeum, Olaszország, Nápoly: 2500 darab[41]
40. Hunterian Museum and Art Gallery, Egyesült Királyság, Glasgow: 2300 darab[42]
41. Ny Carlsberg Glyptotek, Dánia, Koppenhága: több mint 1900 darab[43]
42. Nemzeti Természettörténeti Múzeum, Egyesült Államok, Washington DC: több mint 1900 darab[44]
43. Los Angeles Megyei Művészeti Múzeum, Egyesült Államok, Los Angeles: több mint 1600 darab[45]
44. Lyoni Szépművészeti Múzeum, Franciaország, Lyon: 1500 darab[46]
45. A Memphisi Egyetem Művészeti Múzeuma, Egyesült Államok, Tennessee, Memphis: több mint 1400 darab[47]
46. Clevelandi Művészeti Múzeum, Egyesült Államok, Cleveland: több mint 1000 darab[48]
47. Freer Művészeti Galéria, Egyesült Államok, Washington, DC: több mint 1000 darab[49]

## Egyéb jelentős gyűjtemények
- Alexandriai Nemzeti Múzeum, Egyiptom, Alexandria
- Allard Pierson Múzeum, Hollandia, Amszterdam
- Antikenmuseum Basel und Sammlung Ludwig, Svájz, Bázel
- Bible Lands Museum, Izrael, Jeruzsálem
- Chrysler Művészeti Múzeum, Egyesült Államok, Virginia, Norfolk
- Egyiptomi Múzeum, Olaszország, Milánó
- Robert Hull Fleming Múzeum, Egyesült Államok, Vermont, Burlington
- Calouste Gulbenkian Múzeum, Portugália, Lisszabon
- Déri Múzeum, Debrecen (közel 400 tárgy)[50]
- Indiai Múzeum, India, Kalkutta
- Izraeli Múzeum, Izrael, Jeruzsálem
- Imhotep Múzeum, Egyiptom, Szakkara
- August Kestner Múzeum, Németország, Hannover
- Luxori Múzeum, Egyiptom, Luxor
- Michael C. Carlos Múzeum, Egyesült Államok, Atlanta
- Művészeti és Történeti Múzeum, Svájc, Genf
- Musée royal de Mariemont, Belgium, Morlanwelz
- Nemzeti Régészeti Múzeum, Portugália, Lisszabon
- Egyiptomi Civilizáció Nemzeti Múzeuma, Egyiptom, Kairó
- Newarki Múzeum, Newark, NJ, USA[51]
- Vatikáni Múzeum, Vatikán
- Isztambuli Régészeti Múzeum, Törökország, Isztambul
- Nelson-Atkins Művészeti Múzeum, USA, Missouri, Kansas City
- Robert and Frances Fullerton Művészeti Múzeum, California State University, USA, San Bernardino
- San Antonio Művészeti Múzeum, USA, Texas, San Antonio
- San Diego Museum of Man, USA, Kalifornia, San Diego
- Semitic Museum, USA, Massachusetts, Cambridge
- Sir John Soane's Museum, Egyesült Királyság, London
- Toledói Művészeti Múzeum, USA, Ohio, Toledo